# Форониды
Форони́ды (лат. Phoronida) — тип морских беспозвоночных животных из группы первичноротых (Protostomia).

## Описание

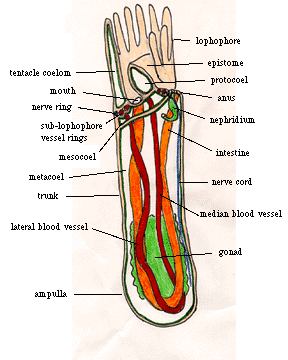
Схема строения взрослой особи

### Строение тела
Большинство взрослых форонид имеют длину от 2 до 20 см и ширину около 1,5 мм, хотя самые крупные достигают 50 см в длину. Их кожа не имеет кутикулы, но выделяет жесткие трубки из хитина, похожие на материал, используемый в экзоскелетах членистоногих, и иногда укрепленные частицами осадка и другим мусором. Трубки большинства видов прямостоячие, но у Phoronis vancouverensis трубки горизонтальные и запутанные. Форониды могут перемещаться внутри своих трубочек, но никогда не покидают их. Нижний конец тела представляет собой ампулу (колбообразное вздутие в трубчатой структуре), которая удерживает животное в трубе и позволяет ему втягивать свое тело при угрозе, уменьшая тело до 20 процентов от его максимальной длины. Продольные мышцы очень быстро втягивают тело, в то время как круговые мышцы медленно вытягивают тело, сжимая внутреннюю жидкость.
Для питания и дыхания каждая форонида имеет на верхнем конце лофофор, «корону» из щупалец, с помощью которых животное фильтрует пищу. У мелких видов «корона» представляет собой простой круг, у видов среднего размера она изогнута в форме подковы с щупальцами на внешней и внутренней сторонах, а у самых крупных видов концы подковы закручиваются в сложные спирали. Эти более сложные формы увеличивают площадь, доступную для питания и дыхания. Щупальца полые, удерживаются в вертикальном положении под давлением жидкости и могут перемещаться индивидуально с помощью мышц.
Рот находится внутри основания короны щупалец, но с одной стороны. Кишечник проходит от рта к одной стороне желудка, в нижней части ампулы. Кишечник проходит от желудка вверх по другой стороне тела и выходит через задний проход, снаружи и немного ниже короны щупалец. Кишечник поддерживается двумя брыжейками (перегородками, которые проходят по всей длине тела), соединёнными со стенкой тела, а другая брыжейка соединяет кишечник с кишечником.
Тело разделено на целомы, отделения, выстланные мезотелием. Основная полость тела, расположенная под короной щупалец, называется метакоэлом, а щупальца и их основание разделены мезокоэлом. Над ртом находится эпистома, полая крышка, которая может закрывать рот. Полость в эпистоме иногда называют протоцелом, хотя другие авторы не согласны с тем, что это целом, а Рупперт, Фокс и Барнс считают, что она образована другим процессом.
Трубка состоит из трехслойного органического внутреннего цилиндра и склеенного внешнего слоя.

### Питание, кровообращение и выведение
Когда лофофор вытянут, реснички (маленькие волоски) по бокам щупалец отводят воду вниз между щупальцами и наружу у основания лофофора. Более короткие реснички на внутренних сторонах щупалец стряхивают частицы пищи в углубление по кругу под щупальцами и непосредственно внутри них, а реснички в углублении проталкивают частицы в рот. Форониды направляют свои лофофоры в течение воды и быстро переориентируются, чтобы максимально увеличить площадь захвата пищи при изменении течения. В их рацион входят водоросли, диатомовые водоросли, жгутиконосцы, перидинии, личинки мелких беспозвоночных и детрит. Нежелательный материал может быть удален путем закрытия эпистомы (крышки над ртом) или отторгнут щупальцами, реснички которых могут переключаться в обратное положение. Кишечник использует реснички и мышцы для перемещения пищи к желудку и выделяет ферменты, которые переваривают часть пищи, но большую часть пищи переваривает желудок. Форониды также поглощают аминокислоты (строительные блоки белков) через кожу, в основном летом. Твердые отходы жизнедеятельности выводятся вверх по кишечнику через задний проход, который находится снаружи и немного ниже лофофора.
Кровеносный сосуд начинается от брюшины (мембраны, которая неплотно охватывает желудок) со слепыми капиллярами, снабжающими желудок. Кровеносный сосуд ведет вверх по середине тела к круглому сосуду у основания лофофора, а оттуда по одному слепому сосуду поднимается к каждому щупальцу. Пара кровеносных сосудов у стенки тела ведут вниз от лофофорного кольца, и у большинства видов они объединяются в один немного ниже лофофорного кольца. Нисходящий сосуд (сосуды) ведет обратно к брюшине, а также к слепым ответвлениям по всему телу. Сердца нет, но мышцы в крупных сосудах сокращаются волнообразно, чтобы перемещать кровь. В отличие от многих животных, живущих в трубах, форониды не вентилируют свои хоботы насыщенной кислородом водой, а полагаются на дыхание с помощью лофофора, который простирается над гипоксическими отложениями. В крови есть гемоциты, содержащие гемоглобин, что необычно для таких маленьких животных и, по-видимому, является адаптацией к бескислородной и гипоксической среде. Кровь Phoronis architecta содержит столько кислорода на 3 см, сколько у большинства позвоночных; объём крови в 3 см на г массы тела в два раза больше, чем у человека.
Подоциты на стенках кровеносных сосудов выполняют первую стадию фильтрации растворимых отходов в основную жидкость кишечника. Две метанефридии, каждая с воронкообразным всасыванием, фильтруют жидкость во второй раз, возвращая все полезные продукты в кишечник и выводя оставшиеся отходы через пару нефридиопор рядом с анусом.

### Нервная система и движение
Между ртом и анусом находится нервный центр, а у основания лофофора — нервное кольцо. Кольцо снабжает нервами щупальца и, непосредственно под кожей, мышцы стенки тела. У форониса овального под кожей расположены два нервных ствола, в то время как у других видов — один. Туловище (туловища) имеет гигантские аксоны (нервы, которые передают сигналы очень быстро), которые координируют втягивание тела при угрозе опасности.
За исключением втягивания тела в трубку, форониды обладают ограниченными и медленными движениями: частичным выходом из трубки; изгибом тела при вытягивании; и забрасыванием пищи лофофором в рот.

### Размножение и жизненный цикл
Только Phoronis ovalis естественным образом строит колонии путем отпочковывания или путем разделения на верхнюю и нижнюю части, которые затем вырастают в полноценные тела. В ходе экспериментов другие виды успешно расщеплялись, но только тогда, когда в обеих частях было достаточно гонадной (репродуктивной) ткани. Все форониды размножаются половым путем с весны по осень. Некоторые виды являются гермафродитами (имеют как мужские, так и женские репродуктивные органы), но способны к перекрестному оплодотворению (оплодотворяют яйцеклетки других представителей), в то время как другие являются двудомными (имеют разные полы). Гаметы (сперматозоиды и яйцеклетки) образуются в увеличенных гонадах вокруг желудка. Гаметы проходят через метакоэлом к метанефридиям. Сперматозоиды выходят через нефридиопоры, а некоторые захватываются лофофорами особей того же вида. Виды, откладывающие маленькие оплодотворенные яйца, выпускают их в воду в виде планктона, в то время как виды с более крупными яйцами вынашивают их либо в трубке тела, либо прикрепляют к центру лофофора с помощью клея. Отложенные яйца выпускаются для поедания планктона, когда они развиваются в личинок.
Развитие яиц представляет собой смесь вторичных и протостомных характеристик. Ранние деления яйцеклетки бывают голобластными (клетки делятся полностью) и радиальными (они постепенно образуют стопку кругов). Процесс носит регулятивный характер (судьба каждой клетки зависит от взаимодействия с другими клетками, а не от жесткой программы в каждой клетке), и эксперименты, в ходе которых делились ранние эмбрионы, приводили к появлению полноценных личинок. Мезодерма образуется из мезенхимы, происходящей из архентерона. Целома образуется в результате шизоцелии, а бластопор (углубление в эмбрионе) становится ртом.
Фотография личинки актинотроха
Похожая на слизняка личинка Phoronis ovalis плавает около 4 дней, 3-4 дня ползает по морскому дну, затем зарывается в карбонатный слой. О трех видах ничего не известно. У остальных видов развиваются свободно плавающие личинки актинотроха, которые питаются планктоном. Актинотрох представляет собой вертикальный цилиндр с анусом внизу, окаймленный ресничками. Вверху находится доля или капюшон, под которым находятся: ганглий, соединённый с участком ресничек снаружи вершины капюшона; пара протонефридий (меньше и проще, чем метанефридии у взрослой особи); рот; и питающие щупальца, которые окружают рот. После плавания в течение примерно 20 дней актинотрох оседает на морское дно и за 30 минут претерпевает катастрофическую метаморфозу (радикальное изменение): капюшон и личиночные щупальца поглощаются, а вокруг рта образуется взрослый лофофор, и оба теперь направлены вверх; в кишечнике развивается U-образный изгиб, так что задний проход оказывается как раз под лофофором и снаружи от него. Наконец, взрослый форонид строит трубку.
Форониды живут около одного года.

## Экология
Форониды обитают во всех океанах и морях, включая Северный Ледовитый и исключая Антарктический океан, и появляются между приливной зоной и примерно на глубине 400 метров. Некоторые встречаются отдельно, в вертикальных трубках, погруженных в мягкие отложения, такие как песок, ил или мелкий гравий. Другие образуют спутанные массы из множества особей, погребенных в камнях и раковинах или покрывающих их коркой. В некоторых местообитаниях популяции форонид достигают десятков тысяч особей на квадратный метр. Личинки актинотрохов распространены среди планктона, и иногда составляют значительную долю биомассы зоопланктона.
Форонис австралийский проделывает отверстия в стенке трубки цериантид анемоны, Ceriantheomorphe brasiliensis, и использует её в качестве основы для строительства собственной трубки. В одной цериантиде может находиться до 100 форонид. В этих неравноправных отношениях анемон не получает никакой существенной пользы или вреда, в то время как форонид извлекает выгоду из: основания для своей трубки; пищи (оба животных являются фильтрующими кормушками); и защиты, поскольку цериантид прячется в свою трубку, когда угрожает опасность, и это предупреждает форониду убраться в свою трубку.
Хотя хищники форонид малоизвестны, к ним относятся рыбы, брюхоногие моллюски (улитки) и нематоды (крошечные круглые черви). Форонопсис виридис, плотность которого достигает 26 500 особей на квадратный метр на приливно-отливных равнинах в Калифорнии (США), является неприятным для многих эпибентосных хищников, включая рыб и крабов. Наиболее неприятны на вкус в верхней части, включая лофофор, который подвергается воздействию хищников, когда форониды питаются. Когда в ходе эксперимента удаляли лофофоры, форониды были более вкусными, но этот эффект уменьшался в течение 12 дней по мере регенерации лофофоров. Эти широко эффективные защитные механизмы, которые кажутся необычными среди беспозвоночных, обитающих в мягких отложениях, могут быть важны для того, чтобы Phoronopsis viridis могли достигать высокой плотности. Некоторые паразиты поражают форонид: прогенетические метацеркарии и цисты трематод в целомических полостях форонид; неопознанные грегарины в пищеварительном тракте форонид; и паразит инфузорийанцистрокомид, Гетероцинета, в щупальцах.
Неизвестно, имеют ли форониды какое-либо значение для человека. Международный союз охраны природы (МСОП) не внес ни одного вида форонид в список находящихся под угрозой исчезновения.

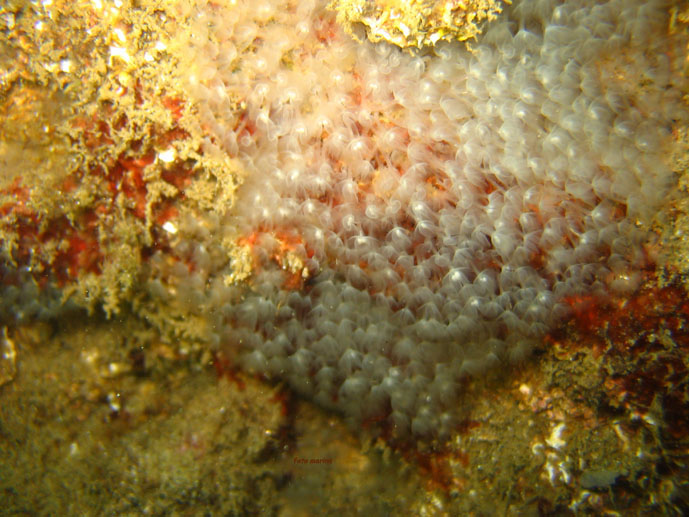
Колония форониды Phoronis hippocrepis (Италия)

## Размножение и развитие
Раздельнополые и гермафродиты. Размножение продолжается с весны по осень. Оплодотворение у большинства видов, вероятно, наружно-внутреннее (сперматозоиды выметываются в воду и проникают в тело самки, где происходит оплодотворение). Из яйца выходит планктонная личинка — актинотроха. Личинка развивается в толще воды около 20 дней, затем оседает на дно и всего за 30 минут превращается в молодую форониду. Продолжительность жизни форонид — около года.
У части видов описано бесполое размножение путём поперечного деления. У Phoronis ovalis при неблагоприятных условиях и при откладке яиц происходит автотомия переднего конца тела с лофофором, который впоследствии регенерирует. Отделившийся лофофор плавает в толще воды, затем оседает и выделяет трубку. Возможно, он тоже способен давать новую особь.

## Палеонтология
Известных окаменелостей самих тел форонид нет. Характерные норки, проделанные представителями рода Talpina в таких субстратах, как известняки, раковины моллюсков, панцири иглокожих и ростры белемнитов, известны с конца девона. Трубки, предположительно принадлежащие родам Phoronopsis и Phoronis, встречаются в мелу, палеогене и неогене Израиля.